# Mondreville (Yvelines)
Mondreville és un municipi francès, situat al departament d'Yvelines i a la regió de Illa de França. L'any 2007 tenia 357 habitants.
Forma part del cantó de Bonnières-sur-Seine, del districte de Mantes-la-Jolie i de la Comunitat de comunes del Pays Houdanais.

## Demografia

### Població
El 2007 la població de fet de Mondreville era de 357 persones. Hi havia 128 famílies, de les quals 28 eren unipersonals (12 homes vivint sols i 16 dones vivint soles), 28 parelles sense fills, 68 parelles amb fills i 4 famílies monoparentals amb fills.
La població ha evolucionat segons el següent gràfic:
Habitants censats

### Habitatges
El 2007 hi havia 140 habitatges, 129 eren l'habitatge principal de la família, 8 eren segones residències i 3 estaven desocupats. 133 eren cases i 7 eren apartaments. Dels 129 habitatges principals, 118 estaven ocupats pels seus propietaris, 10 estaven llogats i ocupats pels llogaters i 1 estava cedit a títol gratuït; 7 tenien dues cambres, 8 en tenien tres, 25 en tenien quatre i 89 en tenien cinc o més. 113 habitatges disposaven pel capbaix d'una plaça de pàrquing. A 50 habitatges hi havia un automòbil i a 72 n'hi havia dos o més.

### Piràmide de població
La piràmide de població per edats i sexe el 2009 era:
| Homes | Edats   | Dones |
| ----- | ------- | ----- |
| 0     | 95 o +  | 0     |
| 0     | 90 a 94 | 0     |
| 0     | 85 a 89 | 0     |
| 0     | 80 a 84 | 0     |
| 0     | 75 a 79 | 4     |
| 8     | 70 a 74 | 4     |
| 8     | 65 a 69 | 4     |
| 4     | 60 a 64 | 8     |
| 4     | 55 a 59 | 12    |
| 12    | 50 a 54 | 16    |
| 20    | 45 a 49 | 8     |
| 28    | 40 a 44 | 32    |
| 0     | 35 a 39 | 8     |
| 8     | 30 a 34 | 0     |
| 4     | 25 a 29 | 8     |
| 16    | 20 a 24 | 4     |
| 28    | 15 a 19 | 12    |
| 0     | 10 a 14 | 20    |
| 4     | 5 a 9   | 8     |
| 16    | 0 a 4   | 12    |

## Economia
El 2007 la població en edat de treballar era de 253 persones, 208 eren actives i 45 eren inactives. De les 208 persones actives 190 estaven ocupades (99 homes i 91 dones) i 18 estaven aturades (8 homes i 10 dones). De les 45 persones inactives 19 estaven jubilades, 13 estaven estudiant i 13 estaven classificades com a «altres inactius».

### Ingressos
El 2009 a Mondreville hi havia 130 unitats fiscals que integraven 360,5 persones, la mediana anual d'ingressos fiscals per persona era de 22.681 €.

### Activitats econòmiques
Dels 8 establiments que hi havia el 2007, 2 eren d'empreses extractives, 2 d'empreses de construcció, 1 d'una empresa de comerç i reparació d'automòbils, 1 d'una empresa de transport, 1 d'una entitat de l'administració pública i 1 d'una empresa classificada com a «altres activitats de serveis».
L'únic servei als particulars que hi havia el 2009 era un electricista.
L'únic establiment comercial que hi havia el 2009 era una gran superfície de material de bricolatge.
L'any 2000 a Mondreville hi havia 7 explotacions agrícoles.

## Equipaments sanitaris i escolars
El 2009 hi havia una escola elemental.

## Poblacions més properes
El següent diagrama mostra les poblacions més properes.